# Anne-Sophie Koehn
Anne-Sophie Koehn (3 aprile 1990) è un'ex sciatrice alpina svizzera.

## Biografia
Originaria di Pully e attiva in gare FIS dal dicembre del 2005, in Coppa Europa la Koehn esordì il 16 gennaio 2007 a Sankt Moritz in combinata, senza completare la prova, e conquistò il primo podio il 16 gennaio 2009 a Caspoggio in discesa libera (2ª); debuttò in Coppa del Mondo il 24 gennaio seguente a Cortina d'Ampezzo nella medesima specialità arrivando 40ª, piazzamento che sarebbe rimasto il migliore della Koehn nel massimo circuito internazionale.
Prese per la quinta e ultima volta il via in Coppa del Mondo il 22 febbraio 2009 a Tarvisio in supergigante, senza completare la prova, e il 14 gennaio 2010 ottenne il secondo e ultimo podio in Coppa Europa, nuovamente a Caspoggio in discesa libera (3ª). Si ritirò al termine della stagione 2010-2011 e la sua ultima gara fu un supergigante FIS disputato il 9 marzo a Megève, non completato dalla Koehn; non prese parte a rassegne olimpiche o iridate.

## Palmarès

### Coppa Europa
- Miglior piazzamento in classifica generale: 38ª nel 2009
- 2 podi:
  - 1 secondo posto
  - 1 terzo posto